# Эккер, Джин
Джин Эккер (англ. Jean Acker; 23 октября 1893, Трентон, Нью-Джерси — 16 августа 1978, Лос-Анджелес, Калифорния) — американская актриса, в основном снимавшаяся в эпоху немого кино. Прославилась, в первую очередь, благодаря своей бурной личной жизни, в том числе недолгому замужеству за актёром Рудольфом Валентино.

## Биография
Джин Эккер родилась на ферме в Нью-Джерси, при рождении получила имя Хэрриет, училась христианской школе в Спрингфилде. Актёрскую карьеру она начала с водевилей, затем стала сниматься в кино.
В 1919 году Эккер переехала в Калифорнию, стала любовницей и протеже актрисы Аллы Назимовой, благодаря которой смогла заключить с киностудией контракт на две сотни долларов в неделю. В то же время у Эккер завязался роман с менее известной актрисой, Грэйс Дармонд. Стремясь вырваться из этого любовного треугольника, Эккер 6 ноября 1919 года неожиданно вышла замуж за начинающего актёра Рудольфа Валентино, которого едва знала. Уже в первую брачную ночь супруги разошлись, Джин переехала к Грэйс Дармонд, по слухам, Валентино просил её вернуться, но, встретив отказ, завёл роман со своей будущей женой, Наташей Рамбовой. Через два года Эккер и Валентино скандально развелись, при этом Джин отсудила право называться «миссис Рудольф Валентино», поскольку имя Валентино к этому времени было широко известно в киноиндустрии. Долгое время бывшие супруги имели натянутые отношения, но помирились незадолго до смерти Рудольфа в 1926 году.
Актёрская карьера Эккер не сложилась, с 1930-х годов она играла только эпизодические роли и в титрах, как правило, не значилась.